# Сагаль Сергій Захарович

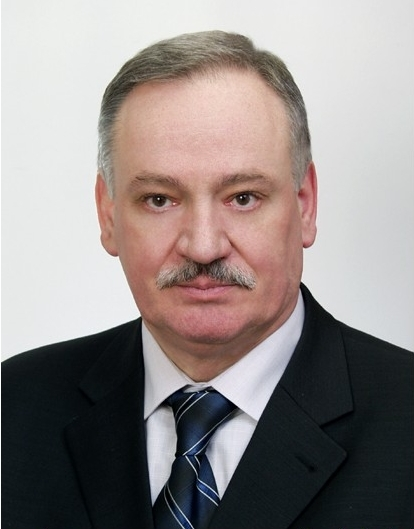
Сергій Захарович Сагаль

Сергі́й Заха́рович Сагаль (нар. 8 серпня 1949) — український підприємець і громадський діяч. Голова правління ЗАТ «Український інститут меблів», кандидат технічних наук, заслужений працівник промисловості України.

## Освіта
- 1967—1972 — Львівський лісотехнічний інститут за спеціальністю — технологія деревообробки
- 1976—1979 — аспірантура УкрНДІМОД

## Трудова діяльність
- 2003 — до сьогоднішнього часу — голова правління ЗАТ «Український інститут меблів», керівник органу з сертифікації меблів ЗАТ «Український інститут меблів»
- 1999—2003 — директор Українського державного інституту по проектуванню меблів та столярних виробів
- 1994—1999 — генеральний директор державного зовнішньоекономічного підприємства «Укрзовнішдеревпром»
- 1993—1994 — начальник відділу зовнішньоекономічних зв'язків Міністерства промисловості України
- 1987—1993 — заступник генерального директора, головний інженер Українського науково-виробничого деревообробного об'єднання
- 1972—1987 — робота на інженерно-технічних та наукових посадах на підприємствах Мінліспрому УРСР.

## Наукова робота
Кандидат технічних наук, має 90 наукових праць, у тому числі 40 винаходів.

## Громадська робота
- Голова комісії з питань технічного регулювання Ради національних асоціацій товаровиробників при Кабінеті Міністрів України
- президент Асоціації меблевих, деревообробних підприємств та організацій «Меблідеревпром»

## Нагороди і відзнаки
- Почесне звання «Заслужений працівник промисловості України», присвоєно Указом Президента України від 16.09.1999
- Почесна грамота Кабінету Міністрів України з вручення пам'ятного знаку за вагомий особистий внесок у забезпечена розвитку меблевої та деревообробної промисловості та високий професіоналізм (постанова № 1272 від 29.08.2002)
- Подяка від київського міського голови — за вагомі досягнення у професійній діяльності, багаторічну сумлінну працю та з нагоди професійного свята Дня працівників лісу 15.09.2002 року
- Нагрудний знак «Знак пошани» (розпорядження київського міського голови від 05.07.2004 № 180)
- Почесна грамота Міністерства промислової політики України за багаторічну сумлінну працю, високий професіоналізм 08.08.2004
- Почесна грамота Верховної Ради України за особливі заслуги перед українським народом (розпорядження Голови Верховної Ради № 491 від 30.04.2004)
- Орден «За заслуги» ІІІ ступеня — за вагомий внесок у розвиток лісового господарства і лісопромислового виробництва, багаторічну сумлінну працю (Указ Президента України № 1595/2004 від 31.12.2004).